# Im Namen der Bibel
Im Namen der Bibel ist ein US-amerikanischer Dokumentarfilm von Daniel G. Karslake aus dem Jahre 2007.
Der Film erzählt von der Homosexualität und ihrem wahrgenommenen Konflikt mit dem Christentum. Weiterhin geht es um verschiedene Interpretationen dessen, was die Bibel über gleichgeschlechtliche Sexualität sagt.
Er schließt lange Interviewsegmente mit einigen Grundsätzen religiöser Eltern (einschließlich des ehemaligen Fraktionschefs Dick Gephardt und seiner Frau, Jane, und den Eltern des Bischofs V. Gene Robinson) ein, ihre persönlichen Erfahrungen damit, homosexuelle Kinder zu erziehen. Und auch Interviews mit deren (erwachsenen) Kindern.
Der Film zeigt ein animiertes Segment, „Ist Homosexualität eine Wahl?“, in der eine Zusammenfassung der aktuellen wissenschaftlichen Theorien über sexuelle Orientierung gegeben wird. Es wird von den Powerhouse Animation Studios, Inc. und erzählt von Don LaFontaine in einer seiner letzten Erzählerrollen.
Premiere des Films war auf dem Sundance Film Festival 2007.

## Kritik
Auf der Website Rotten Tomatoes, die Kritiken auswertet, hat der Film eine positive Rate von 98 % (basierend auf 43 Kritiken) Metacritic berichtet, dass 73 % von 11 Kritiken positiv waren.
Nach der Premiere auf dem Sundance Film Festival gewann der Film mehrere Preise: den Katherine Bryan Edwards Human Rights Prize auf dem Full Frame Documentary Film Festival und den Best Documentary Audience Awards auf dem Filmfestival von Seattle. Weitere Preise erhielt er auf dem Provincetown International Film Festival, bei Outfest  und dem Milwaukee International Film Festival.
Am 19. November 2007 wurde For the Bible Tells Me So auf die Shortlist für die Oscars gesetzt.